# Khu định cư tuyến tính

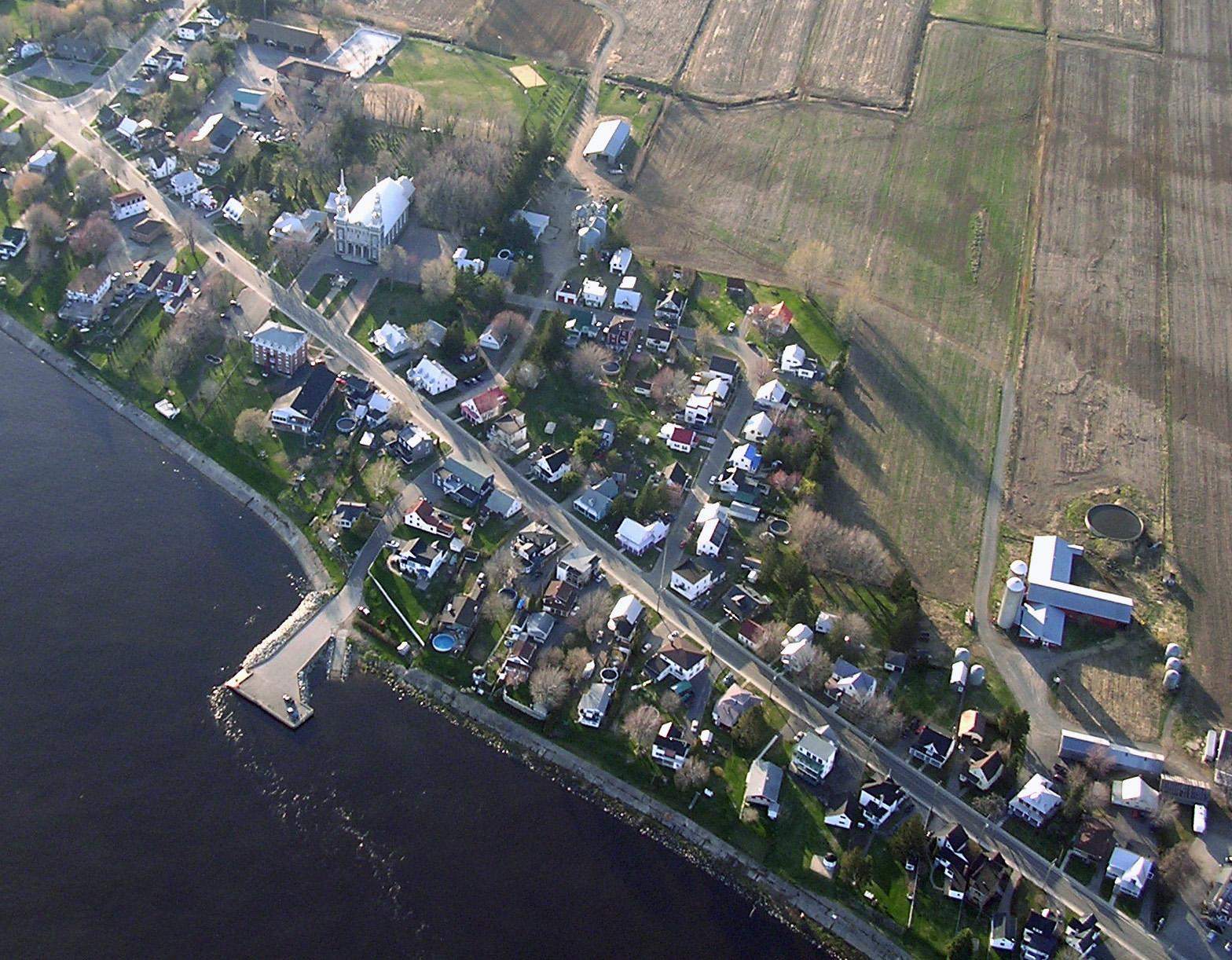
Khu định cư tuyến tính.

Một khu định cư tuyến tính là một khu định cư (thường có quy mô nhỏ đến trung bình) hoặc một nhóm các tòa nhà được xây dựng dọc theo một đường dài. Nhiều khu định cư được hình thành dọc theo tuyến đường giao thông, chẳng hạn như đường bộ, sông hoặc kênh đào. Những khu khác hình thành do những hạn chế về địa hình, chẳng hạn như bờ biển, núi, đồi hoặc thung lũng. Các khu định cư tuyến tính có thể không có trung tâm rõ ràng.
Trong trường hợp các khu định cư được xây dựng dọc theo một tuyến đường, tuyến đường đó có trước khu định cư và sau đó khu định cư phát triển dọc theo tuyến đường vận chuyển. Thông thường, nó chỉ là một con phố duy nhất với những ngôi nhà ở hai bên đường. Mileham, Norfolk, Anh là một ví dụ về mô hình này. Quá trình phát triển sau này có thể bổ sung thêm các ngã rẽ và các quận cách xa đường chính ban đầu.
Khu định cư tuyến tính trái ngược với sự phát triển dải băng, đó là sự lan rộng ra bên ngoài của một thị trấn hiện có dọc theo đường phố chính và với khu định cư hạt nhân, là một nhóm các tòa nhà tập trung xung quanh một điểm trung tâm.
Vào năm 2022, quá trình xây dựng The Line bắt đầu, đó là một thành phố tuyến tính dài 170 km (110 dặm) ở Ả Rập Xê Út.